# Gonatodes
Gonatodes – rodzaj jaszczurek z rodziny Sphaerodactylidae.

## Zasięg występowania
Rodzaj obejmuje gatunki występujące w Ameryce (Meksyk, Gwatemala, Salwador, Honduras, Nikaragua, Kostaryka, Panama, Kuba, Jamajka, Haiti, Saint Vincent i Grenadyny, Curaçao, Bonaire, Kolumbia, Trynidad i Tobago, Wenezuela, Gujana, Surinam, Gujana Francuska, Brazylia, Ekwador, Peru i Boliwia). 

## Systematyka
Rodzaj zdefiniował w 1843 roku austriacki przyrodnik Leopold Fitzinger w publikacji własnego autorstwa dotyczącej systematyki gadów. Gatunkiem typowym jest (oryginalne oznaczenie) Gonatodes albogularis.

### Etymologia
Gonatodes: gr. γονατωδης gonatōdēs ‘kolankowaty, sękaty’.

### Podział systematyczny
Do rodzaju należą następujące gatunki: 

- Gonatodes albogularis (Duméril & Bibron, 1836)
- Gonatodes alexandermendesi Cole & Kok, 2006
- Gonatodes annularis Boulenger, 1887
- Gonatodes antillensis (Lidth de Jeude, 1887)
- Gonatodes astralis Schargel, Rivas, Makowsky, Señaris, Natera, Barros, Molina & Barrio-Amorós, 2010
- Gonatodes atricucullaris Noble, 1921
- Gonatodes castanae Carvajal-Cogollo, Eguis-Avendaño & Meza-Joya, 2020
- Gonatodes caudiscutatus (Günther, 1859)
- Gonatodes ceciliae Donoso-Barros, 1966
- Gonatodes chucuri Meneses-Pelayo & Ramírez, 2020
- Gonatodes concinnatus (O’Shaughnessy, 1881)
- Gonatodes daudini Powell & Henderson, 2005
- Gonatodes eladioi Nascimento, Ávila-Pires & Cunha, 1987
- Gonatodes falconensis Shreve, 1947
- Gonatodes hasemani Griffin, 1917
- Gonatodes humeralis (Guichenot, 1855)
- Gonatodes infernalis Rivas & Schargel, 2008
- Gonatodes lichenosus Rojas-Runjaic, Infante-Rivero, Cabello & Velozo, 2010
- Gonatodes ligiae Donoso-Barros, 1967
- Gonatodes machelae Rivero-Blanco & Schargel, 2020
- Gonatodes nascimentoi Sturaro & Avila-Pires, 2011
- Gonatodes naufragus Rivas, Ugueto, Schargel, Barros, Velozo & Sánchez, 2013
- Gonatodes ocellatus (Gray, 1831)
- Gonatodes petersi Donoso-Barros, 1967
- Gonatodes purpurogularis Esqueda, 2004
- Gonatodes rayito Schargel, Rivas, García-Pérez, Rivero-Blanco, Chippindale & Fujita, 2017
- Gonatodes riveroi Sturaro & Avila-Pires, 2011
- Gonatodes rozei Rivero-Blanco & Schargel, 2012
- Gonatodes seigliei Donoso-Barros, 1966
- Gonatodes superciliaris Barrio-Amoros & Brewer-Carías, 2008
- Gonatodes taniae Roze, 1963
- Gonatodes tapajonicus Rodrigues, 1980
- Gonatodes timidus Kok, 2011
- Gonatodes vittatus (Lichtenstein & Martens, 1856) – kątopalczyk paskowany[5]